# Operacja elementarna
Operacja elementarna (dominująca) – operacja charakterystyczna dla danego algorytmu, na ogół zajmująca w nim najwięcej czasu. 
Za jednostkę złożoności czasowej przyjmuje się wykonanie jednej operacji elementarnej. Złożoność czasowa algorytmu jest funkcją liczby operacji elementarnych od rozmiaru danych.